# Andra italienska frihetskriget
Andra Italienska frihetskriget var ett krig mellan Kungariket Sardinien och Frankrike på ena sidan och Kejsardömet Österrike på den andra sidan, och en del av Italiens enande.

## Bakgrund
Sardinien, som insett att utländskt stöd krävdes för att lyckas i sina strävanden att ena de italienska staterna hade hösten 1858 slutit förbund med Napoleon III:s Frankrike, som samtidigt såg sin möjlighet att lägga under sig franskspråkiga områden i norra Italien. Frankrike försökte under året vinna Ryssland för en allians inför ett kommande krig med Österrike, men Ryssland ställde i gengäld sådana krav på stöd till Preussen, att förbundet strandade. I samband med nyårsuppvaktningen av de österrikiska diplomaterna i Paris 1 januari 1859 formulerade sig Napoleon III inför dessa en antydan om att ett krig var nära förestående, vilket väckte stort uppseende i Europa. Kort därpå fällde Viktor Emanuel II i sitt trontal inför den sardinska riksdagen kommentarer som på ett liknande sätt antydde ett kommande krig. De övriga stormakterna försökte nu medla, och Napoleon III, som tvekade inför ett krig utan Rysslands stöd, började nu till Camillo di Cavours stora besvikelse tveka och  uppmana Sardinien att gå med på Österrikes ultimatum av den 23 april 1859 att omedelbart avväpna sina trupper.
Österrike begick dock i det här läget misstaget att föra en väl aggressiv politik, och då Cavour avvisade Österrikes begäran tvingades dessa den 29 april förklara krig, och Frankrike svarade nu med att stödja sin allierade.

## Krigets förlopp
De österrikiska trupperna under Ferencz József Gyulay, som vid krigsutbrottet snabbt kunnat tränga in och lägga under sig Sardinien gjorde sig dock ingen brådska, och deras tveksamhet ledde till att den franska hären fick god tid på sig att förenas, och i slaget vid Montebello 20 maj 1859 på gränsen mellan Piemont och Parma skedde den första för de allierade framgångsrika striden mellan de båda sidorna. Gyulay trodde de allierade hade för avsikt att gå över Po, men fransmännen drog sig i stället norrut genom Piemontes område mot gränsfloden Tricino. Inte långt från denna vann sardinierna 31 maj vid byn Palestro i slaget vid Palestro en seger, där Viktor Emanuel II genom sin personliga tapperhet av de franska zuaverna utnämndes till hederskorpral.
Samtidigt hade Giuseppe Garibaldi, som utnämnts till sardinsk general och ställts i spetsen för en frikår av alpjägare, 23 maj gått över gränsen, och ryckte fram mot staden Varese efter att genom överrumpling ha tagit staden mötte han 26 maj den österrikiske generalen Karl von Urban i slaget vid Varese och vann en lysande seger. Härifrån ryckte han fram mot Como, som österrikarna utan strid utrymde och Garibaldi kunde hålla ett triumfartat intåg i staden. Övergreppen ökade i takt med att den italienska befolkningen nu reste sig och gjorde gemensam sak med de upproriska. Särskild indignation väckte mordet på elva personer i en familj Cignoli, i vars hus österrikarna påträffat ett jaktgevär.
Över Tricino ryckte de fransk-sardinska trupperna in i Lombardiet och 4 juni inlät sig kejsar Napoleon III oförsiktigt i strid mot den överlägsna österrikiska armén genom att tränga över Magentabroarna över en jämsides med Tricino gående kanal. En skickligare fältherre än Gyulay hade här kunnat vinna en stor framgång, men de österrikiska hären skötte sig illa, och sedan Patrice de Mac-Mahon framåt kvällen anlänt med förstärkningar vändes det hotande nederlaget till seger. Mac-Mahon upphöjdes på slagfältet av Napoleon III till hertig av Magenta, men Napoleon ansåg sig inte ha fått förväntat stöd av Viktor Emanuel, något han i skarpa ordalag uttryckte sitt missnöje över.
De besegrade österrikiska trupperna drog sig tillbaka mot Lombardiets östra gräns, och redan 8 juni kunde Napoleon och Viktor Emanuel under folkets jubel rycka in i Milano. Genom utrymningen av Lombardiet måste de österrikiska trupperna dras tillbaka från Modena, Toscana och Romagna, och de furstar som hållit sig vid makten med österrikiskt stöd tvingades nu att fly hals över huvud från sina stater.

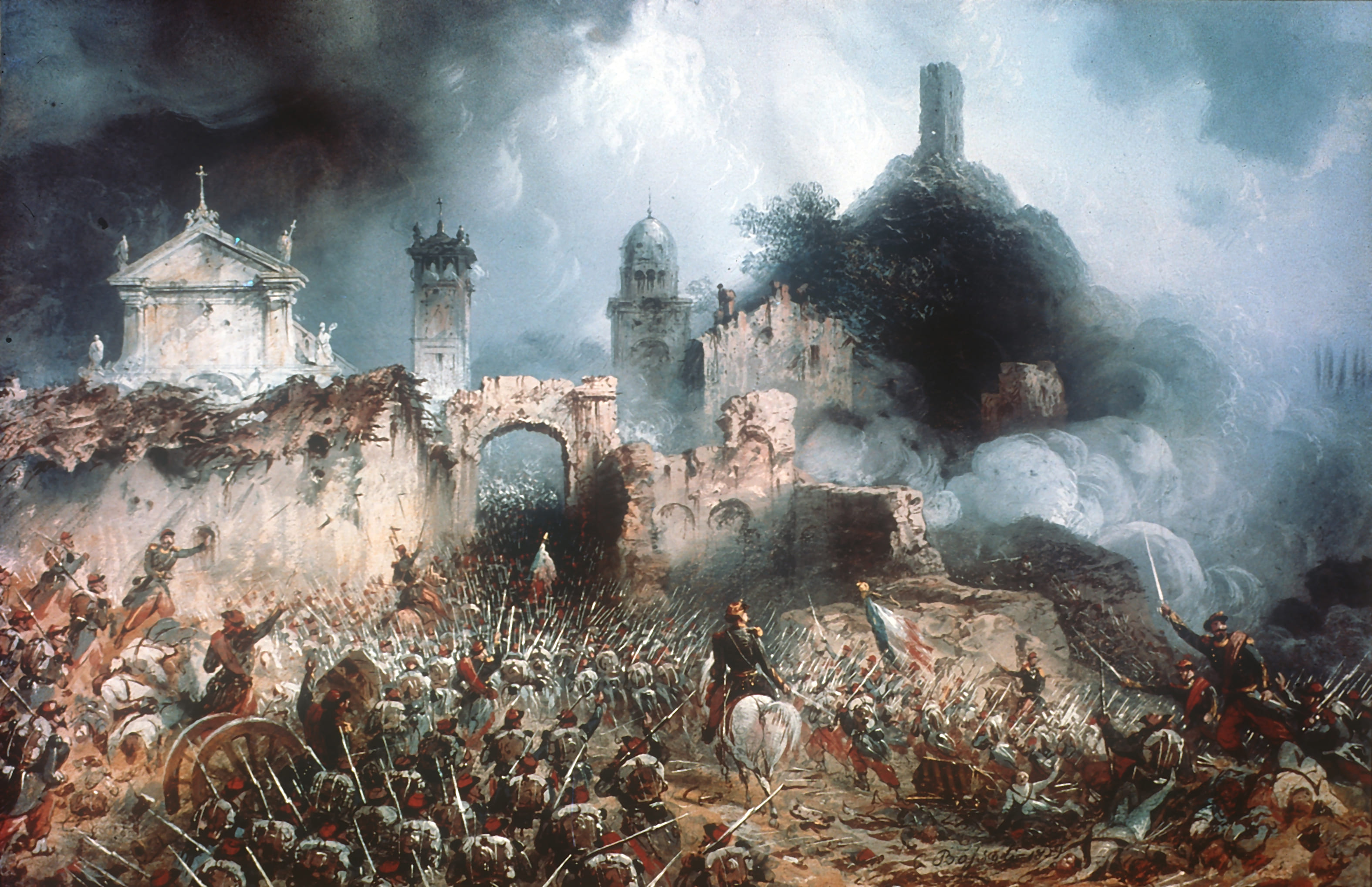
Slaget vid Solferino, den 24 juni 1859 slutade i ett svidande nederlag för de österrikiska styrkorna och avgjorde kriget till de allierades fördel.

Den österrikiske kejsaren Frans Josef I hade nu fråntagit Gyulay befälet över armén, och förberedde sig nu att med förstärkningar återta Lombardiet. Vid byn Solferino inte långt från floden Mincio kom det till midsommardagen 1859 till  strid i slaget vid Solferino. Över 300 000 soldater deltog, och slaget blev ett av de blodigaste under det sena 1800-talet. Först sent mot kvällen gjorde ett kraftigt oväder slut på striderna. Slaget blev ett fullständigt nederlag för Österrike. Någon avgörande katastrof innebar det dock inte. I skydd av fästningarna i Mantua, Verona, Peschiera del Garda och Legnano mellan floderna Mincio och Adige. Kunde österrikarna dock rusta sig på nytt, utan att de allierade hade resurser nog att fortsätta anfallen. Garibalid hade nu uppgjort en djärv plan att genom nuvarande italienska Sydtyrolen, dåvarande södra delen av grevskapet Tyrolen, kringgå fienden och längs med Adige rycka fram mot Venedig.
Napoleon III hade dock börjat bli betänksam kring krigets utveckling. Han hade nämligen tänkt sig att inom de italienska statsförbundet kunna upprätta nya kungatroner åt sina vänner, i Neapel åt Joachim Murats son Napoléon Lucien Murat och i Florens åt Napoléon Joseph Charles Paul Bonaparte, vars giftermål med Viktor Emanuels dotter han ansåg borde kunna vinna denne för förslaget. Varken Cavour eller Viktor Emanuel visade dock något större intresse för hans planer. Österrike försökte samtidigt uppmuntra de tyska staterna inom tyska förbundet till ett deltagande genom att framställa kriget som ett krig för den "tyska" saken. Man låg i förhandlingar med Preussen om ett deltagande i kriget, men de ställde ganska höga krav för att vilja delta. De tyska katolikerna, som såg påvedömet i Romagna störtat av ett anfall från det sekulära Frankrike uppmuntrades samtidigt att se kriget som religiöst krig.

## Freden
Napoleon III tog på egen hand initiativ till ett möte med Frans Josef i Villafranca nära Verona 11 juli 1859. Redan samma dag kom de överens om grundvillkoren för freden. Större delen av Lombardiet avträddes av Österrike till Frankrike, som i sin tur överlämnade det till Sardinien, då Österrikes heder förbjöd en landavträdelse till en nyligen besegrad småstat. De besegrade furstarna skulle återvända till sina stater med villkor att de var beredda att genomföra liberala reformer och gav amnesti åt de upproriska. Italien skulle i framtiden bilda ett statsförbund med påven som högsta ledare, där Österrike som innehavare av Venetien skulle ingå. På grundvalen av de här villkoren slöts 10 november 1859 den slutgiltiga freden i Zürich. Sardinien, som på egen hand saknade förmåga att fortsätta kriget, tvingades acceptera freden.
De upproriska i Toscana, Modena, Parma och Romagna hade dock under tiden utropat den provisoriska staten Emilien. Genom folkomröstningar i mars 1860 beslutade man sig att ansluta sig till Sardinien. Österrike kom inte vidare att protestera, men ansåg sig genom dessa landsdelars förening med Sardinien befriade från löftet att låta Venetien ingå i ett italienskt statsförbund.